# Hans Georg Richter
Hans Georg Richter (1942) es un botánico, y dasónomo alemán. En 1964 obtuvo su M.Sc. en la Universidad de Hamburgo, que ha trabajado extensamente en la estructura, propiedades y uso racional de la madera de los climas tropicales y templados.

## Algunas publicaciones

### Libros
- p. Baas, hans georg Richter. 2004. IAWA list of microscopic features for softwood identification. Editor International Ass. of Wood Anatomists at the National Herbarium Nederland, 70 pp.

- hans georg Richter, katharina Neumann. 2001. Bois du Sahara et du Sahel. Editor Haupt, 465 pp. ISBN 3258062048

- luiza maria Burger, hans georg Richter. 1991. Anatomia da madeira. Editor Livraria Nobel S.A. 154 pp. ISBN 8521306695

- hans georg Richter. 1988. Holz als Rohstoff für den Musikinstrumentenbau. Editor Moeck, 44 pp. ISBN 3875490355

- ------------------------------. 1986. Consultancy in wood structure and quality research. 17 pp.

- ------------------------------, joachim jungius-Gesellschaft. 1981. Anatomie des sekundären Xylems und der Rinde der Lauraceae. Volumen 5 de Sonderbände des Naturwissenschaftlichen Vereins in Hamburg, Naturwissenschaftlicher Verein Hamburg. Editor P. Parey, 148 pp. ISBN 3490135962

- ------------------------------. 1969. Características generales macroscópicas y microscópicas de 113 especies panameñas

## Honores
- Miembro y director (1987-1992) de la Holzwirte Federal alemán (BDH)[3]
- Miembro de la "Sociedad Alemana para la Investigación de la Madera (DGfH)" - miembro del Comité Permanente de la FA-1 "Investigación Biológica de madera"
- Miembro de la "Asociación Internacional de Anatomistas de la madera (IAWA)", y consejero editorial de esa organización
- Miembro de la Academia Internacional de Ciencias de la Madera (IAWS)
- Asesor de proyectos de asistencia técnica y educativa bilateral e internacional: Argentina, Brasil, Paraguay, México, Malasia, Indonesia y otros
- Miembro permanente del "Comité Científico, Técnico" de ATIBT (Asociación Técnica de la Organización Internacional de Maderas Tropicales (asiento en París)
- Coordinador del proyecto de investigación de la UE: "Technology for high quality products from Robinia pseudoacacia; Universidad de Hamburgo

- La abreviatura «H.G.Richt.» se emplea para indicar a Hans Georg Richter como autoridad en la descripción y clasificación científica de los vegetales.[4]